# 任用資格
任用資格（にんようしかく）とは、ある特定の職業や職位に任用されるために必要な資格のこと。

## 概要
特定の資格を取得すれば職業・職位として公称できるというものではなく、当該職務に任用・任命されて初めて効力を発揮する資格である。
一般的に任用資格の語は、行政における特定の職に任用されるための資格について用いられることが多い。行政職については、その職についていない者が称すると混乱が生じるため、「職」と「任用資格」を厳格に区分する。

## 行政分野における主な任用資格
- 社会教育主事
- 社会福祉主事
- 児童指導員
- 児童福祉司
- 児童心理司
- 児童の遊びを指導する者
  - かつての児童厚生員は、この任用資格に置き換えられる。
- 老人福祉指導主事
- 知的障害者福祉司
- 身体障害者福祉司
- 精神保健福祉相談員
- 査察指導員
- 家庭相談員
- 福祉活動専門員
- 食品衛生監視員
- 食品衛生管理者
- 環境衛生監視員
- 環境衛生指導員
- 家庭用品衛生監視員
- 薬事監視員
- 狂犬病予防員
- 毒物劇物監視員
- 栄養指導員
- 普及指導員
- 林業普及指導員
- 水産業普及指導員
- 司書
- 司書教諭
- 学芸員
- 児童自立支援専門員
- 児童生活支援員
- 母子指導員
- 母子自立支援員
- 心理判定員
- 生活支援相談員

## その他
一般に任用資格とは称さないものの、これらの他にも資格取得後、採用されて初めて効果を発揮する資格は多い。国会議員政策担当秘書や、教育職員、職業訓練指導員もこれに準ずる。
また、資格名や資格証が存在するわけではないが教育機関等にて特定の職位に任用する上で一定の要件を定めるものがある。
- 教授
- 専修学校教員資格